# A-20 (czołg)
A-20 – radziecki prototypowy czołg lekki, zbudowany w październiku 1938 roku na bazie projektów BT-IS oraz BT-SW.

## Historia
8 maja 1938 roku w Moskwie odbyła się specjalna narada Komitetu Obrony ZSRR, w której wzięli udział m.in. Wiaczesław Mołotow, Józef Stalin i Kliment Woroszyłow. Jej tematem były efekty użycia czołgu kołowo-gąsienicowego BT-20. Uznano, iż należy kontynuować prace nad pojazdem. W październiku, po niewielu zmianach (m.in liczbę kół nośnych zmieniono na 4), pojazd został zbudowany w Fabryce nr 183 i zaprezentowany w dniach 9-10 grudnia 1938 roku Komitetowi Obrony.
Prace nad konstrukcją doprowadziły do powstania A-32 – pojazdu opartego na A-20. We wrześniu 1939 roku odbył się pokaz obu czołgów, na którym zdecydowano kontynuować prace nad A-32, a projekt A-20 został przerwany. W wyniku kontynuacji prac nad A-32 powstał czołg T-34.